# سام زیمبالیست
سام زیمبالیست (انگلیسی: Sam Zimbalist; ۳۱ مارس ۱۹۰۴ – ۴ نوامبر ۱۹۵۸) یک تهیه‌کننده اهل ایالات متحده آمریکا بود.

## برگزیده فیلم‌شناسی
- The Unchastened Woman (1925) (*editor)
- Married Before Breakfast (1937)
- London by Night (1937)
- Navy Blue and Gold (1937)
- Paradise for Three (1938)
- The Crowd Roars (1938)
- Tarzan Finds a Son (1939)
- Lady of the Tropics (1939)
- These Glamour Girls (1939)
- Boom Town (1940)
- تورتیلا فلت (۱۹۴۰)
- سی ثانیه برفراز توکیو (۱۹۴۴)
- ماجرا (۱۹۴۵)
- Killer McCoy (1947)
- Side Street (1949)
- معادن شاه سلیمان (۱۹۵۰)
- Too Young to Kiss (1951)
- کجا می‌روی (۱۹۵۱)
- موگامبو (۱۹۵۳)
- Beau Brummell (1954)
- ستایش از یک مرد بد (۱۹۵۶)
- The Catered Affair (1956)
- The Barretts of Wimpole Street (1957)
- I Accuse! (۱۹۵۹)
- بن هور (۱۹۵۹)

## زندگی شخصی
او در سال ۱۹۲۴ با مارگارت سی دونوان ازدواج کرد. آنها در سال ۱۹۵۰ طلاق گرفتند. سپس زیمبالیست در سال ۱۹۵۲ با مری تیلور، یک مدل مد و بازیگر سابق، ازدواج کرد.